# Yuandong Dadao
Yuandong Dadao (chiń. 远东大道站) – stacja metra w Szanghaju, na linii 2. Zlokalizowana jest pomiędzy stacjami Lingkong Lu oraz Haitiansan Lu. Została otwarta 8 kwietnia 2010.